# Selectrón

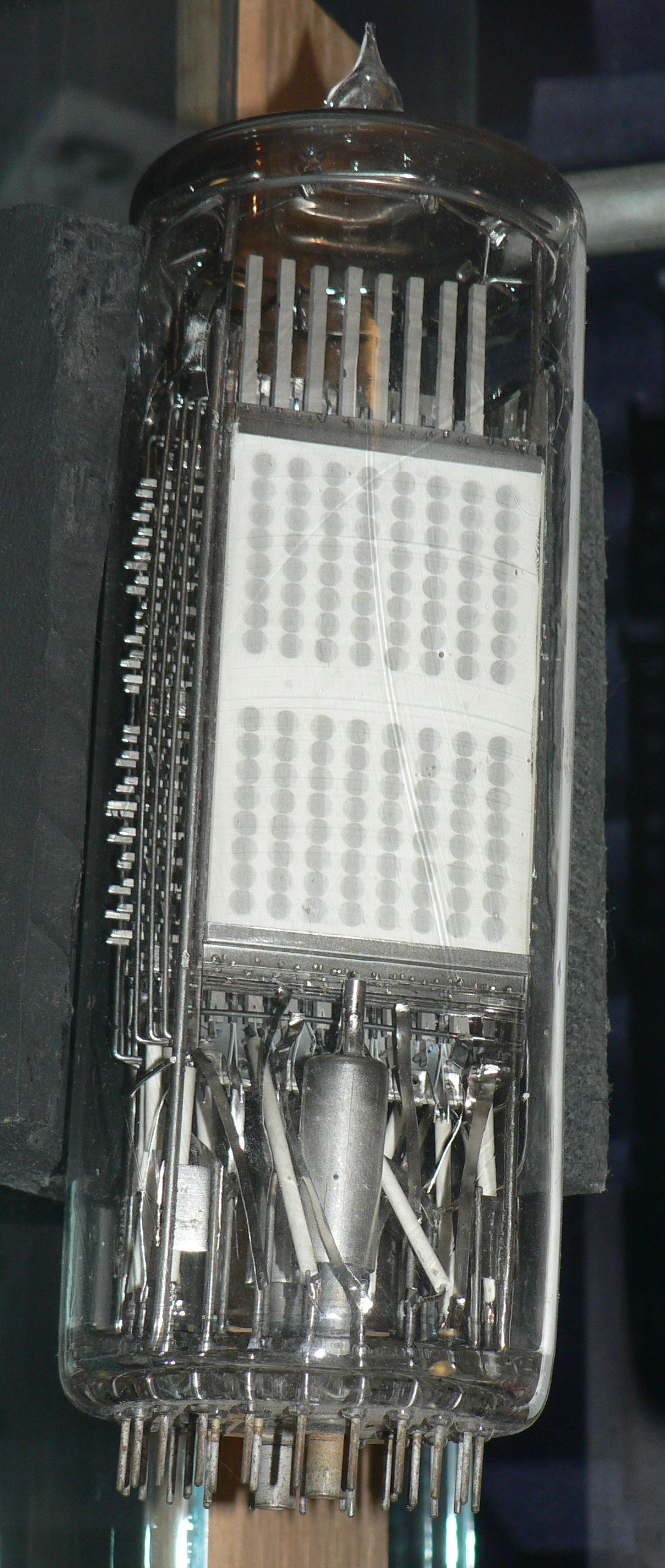
Tubo selectrón.

El selectrón es una válvula termoiónica capaz de actuar como memoria de acceso aleatorio (RAM), diseñada por RCA en 1946, pero que no estuvo disponible comercialmente hasta la primavera de 1948.
Se fabricó con capacidades de 4096 bits, para el ordenador IAS, pero debido a las dificultades de RCA para poner a punto el tubo, finalmente el IAS utilizó tubos Williams. Diseños posteriores del selectrón condujeron a modelos de 1024 y 256 bits, este último utilizado en el ordenador JOHNNIAC, de 1953. El selectrón era de acceso directo y mucho más fiable que el tubo de Williams, pero también más caro. Finalmente fue sustituido por las memorias de toros.
El diseño original de 4096 bits se diferencia de los posteriores en que los eyelets se forman sobre un dieléctrico circular, dividido en cuatro cuadrantes. Los otros diseños utilizaban capas planas de mica donde se depositaba una matriz de pequeños eyelets metálicos, aislados entre ellos.

## Funcionamiento

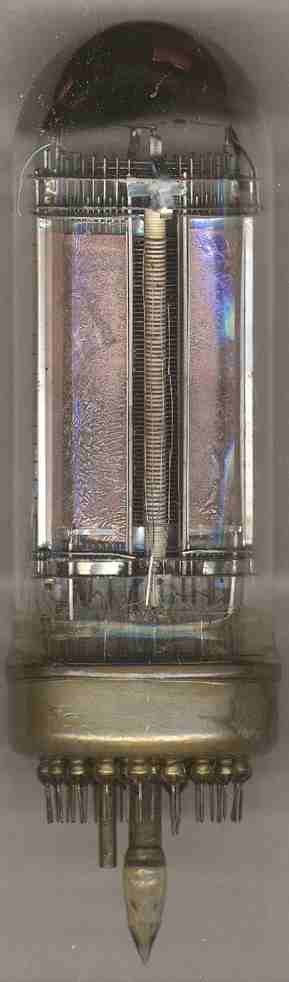
Tubo Selectron de 4096 bits.

El selectrón se basa en pequeñas celdas aisladas, llamadas eyelets, capaces de permanecer en dos estados estables: con carga eléctrica y descargadas. Una fuente termoiónica de electrones mantiene la carga de estos eyelets. Cuando está descargado, los electrones que inciden sobre ellos traen gran energía y producen la emisión de gran cantidad de electrones secundarios que impiden que el eyelet adquiera más carga; pero, si está cargado, los electrones provenientes del cátodo se encuentran con una barrera de potencial que los frena, de modo que al incidir sobre el eyelet ya no tienen energía para producir electrones secundarios.
Para grabar un bit se altera temporalmente el potencial del eyelet, haciendo que se cargue cuando se disminuye su potencial, o se descargue por emisión secundaria cuando éste se aumenta. Durante el proceso de grabación solo inciden electrones sobre el eyelet que se está manipulando.
La lectura se produce debido a que cuando el eyelet está cargado repele los electrones incidentes, mientras que si está descargado, algunos de ellos lo atraviesan. Midiendo esta corriente se sabe el estado del eyelet.